# Lỗi y tế
Một lỗi y tế là một tác dụng bất lợi có thể phòng ngừa được của việc chăm sóc y tế, cho dù nó có rõ ràng hay có hại cho bệnh nhân hay không. Điều này có thể bao gồm chẩn đoán hoặc điều trị không chính xác hoặc không đầy đủ về bệnh, chấn thương, hội chứng, hành vi, nhiễm trùng hoặc bệnh khác. Trên toàn cầu, ước tính có khoảng 142.000 người đã chết trong năm 2013 do tác dụng phụ của điều trị y tế; đây là mức tăng từ 94.000 vào năm 1990. Tuy nhiên, một nghiên cứu năm 2016 về số ca tử vong do lỗi y tế ở Mỹ đã đặt tỷ lệ tử vong hàng năm chỉ riêng ở Mỹ là 251.454 cái chết, cho thấy ước tính toàn cầu năm 2013 có thể không chính xác.

## Định nghĩa
Lỗi trong y học được sử dụng như một nhãn hiệu chung cho gần như tất cả các sự cố lâm sàng gây hại cho bệnh nhân. Lỗi y tế thường được mô tả là lỗi của con người trong chăm sóc sức khỏe. Cho dù nhãn là lỗi y tế hay lỗi của con người, một định nghĩa được sử dụng trong y học nói rằng nó xảy ra khi nhà cung cấp dịch vụ chăm sóc sức khỏe chọn phương pháp chăm sóc không phù hợp, thực hiện không đúng phương pháp chăm sóc phù hợp hoặc đọc sai CT scan. Người ta đã nói rằng định nghĩa nên là chủ đề của cuộc tranh luận nhiều hơn. Ví dụ, các nghiên cứu về tuân thủ vệ sinh tay của các bác sĩ trong ICU cho thấy sự tuân thủ thay đổi từ 19% đến 85%. Các trường hợp tử vong do nhiễm trùng do các nhà cung cấp điều trị thực hiện không đúng cách một phương pháp chăm sóc phù hợp bằng cách không tuân thủ các tiêu chuẩn an toàn đã biết về vệ sinh tay rất khó coi là tai nạn hoặc sai lầm vô tội. Ít nhất, chúng là sơ suất, nếu không phải là vô chủ, nhưng trong y học, chúng bị gộp lại với nhau thành lỗi với tai nạn vô tội và được đối xử như vậy.  
Có nhiều loại lỗi y tế, từ nhỏ đến lớn, và nguyên nhân thường khó được xác định rõ.
Có nhiều cách phân loại để phân loại lỗi y tế.

## Tác động
Trên toàn cầu, ước tính có khoảng 142.000 người đã chết trong năm 2013 do tác dụng bất lợi của điều trị y tế; năm 1990, con số là 94.000.
Một báo cáo của Viện Y học Mỹ năm 2000 ước tính rằng các sai sót y khoa dẫn đến khoảng 44.000 đến 98.000 ca tử vong có thể phòng ngừa được và 1.000.000 thương tích vượt mức mỗi năm tại các bệnh viện Hoa Kỳ. Ở Anh, một nghiên cứu năm 2000 cho thấy ước tính 850.000 lỗi y tế xảy ra mỗi năm, trị giá hơn 2 tỷ bảng Anh.